# Roseville (Minnesota)
Roseville je město v Ramsey County v americkém státě Minnesota. Nachází se severně od Saint Paul a východně od Minneapolis, přičemž tvoří jedno z mnoha předměstí metropolitní oblasti těchto dvou měst. V roce 2010 zde žilo přibližně 34 000 obyvatel, v mládí zde žili např. herci Richard Dean Anderson, Loni Andersonová a Peter Krause. Území Rosevillu patřilo původně k oblastem Dakotů a Ojibwů. První běloši se zde objevili v roce 1843 a v roce 1850 založili osadu Rose Township (nyní Roseville), kterou pojmenovali po jednom z osadníků Isaacu Roseovi.